# آشوت کاراپتیان (زمین‌شناس)
آشوت ایلویی کاراپتیان (ارمنی: Աշոտ Իլոյի Կարապետյան؛ زادهٔ ۲۰ آوریل ۱۹۳۵) یک زمین‌شناس اهل ارمنستان است.

## زندگی‌نامه
در ۲۰ آوریل ۱۹۳۵ ‏در واغارشاپات به دنیا آمد و از دانشگاه دولتی ایروان (۱۹۵۸) فارغ‌التحصیل شد. وی عضو فرهنگستان ملی علوم ارمنستان بود. 

## یادداشت
1. ↑  Երկրաբանա-հանքաբանական գիտությունների դոկտոր